# 珀瑞
珀瑞（Pure Chemistry Scientific Inc.）于2004年在美国德州休斯敦高科技区成立，致力研究与开发高品质的化学产品，是全球领先的化学试剂制造商与分销商；提供客户试验、制造和应用息息相关的化学原料和中间件产品。
珀瑞拥有全方位的化学合成技术和制造能力，能够生产已有或待开发的新品种已超过5000种，甚至生产一些稀有的产品。除了目录中的产品，珀瑞还提供定制合成和生产服务。
珀瑞已经在美国取得快速的业务发展和成功，并在医药研究领域扮演着积极地角色。CR （Chemreagents）是珀瑞化学试剂的在线目录与销售平台；珀瑞在美国的研究机构、实验室，以及包括其它国家的合作实验室、特约供应商，生产的超过2W多种化学试剂通过CR服务全世界30几个国家与地区，千多家科研单位、学校、以及制造企业。在美国东部，珀瑞的产品帮助几乎所有相关的院校在化学的研究、教育取得发展与成果。
2007年, 珀瑞在美国波斯敦东部的高科技园区创建了新的产品研发中心, 并且和麻州大学建立了很好的合作关系. 和麻州大学的世界著名的研究中心Botulinum Research Center签订了全面的合作协议. Botulinum Research Center的院长Dr. Bal Ram Singh 对于珀瑞公司的高速发展表示了全面地肯定和赞赏，并且也为珀瑞公司的发展提供了全方位的协助。
2009年, 珀瑞和哈弗大学医学院的著名教授DIVAD Lee实验室建立了良好的合作关系，将共同研发一些新型的生物医药产品，新型的纳米诊断试剂。

## 珀瑞在中国
珀瑞于2008年在中国建立运营机构，主要负责开发与管理供应商与合作伙伴，为珀瑞美国中心与合作商提供原材料，并为CR提供部分产品，将高品质的化学试剂通过CR销往美国以至全世界。2009年，珀瑞在中国发展正式的业务，并成立办事处，负责珀瑞在中国的投资项目的发展与协调，管理各类供应商、合作实验室、代理商以及其他合作伙伴；保障珀瑞与中国合作伙伴的共同利益，帮助中国企业取得更大的成功与收获。